# Georg Eisler
Georg Eisler (* 20. April 1928 in Wien; † 15. Jänner 1998 ebenda) war ein österreichischer Maler und Grafiker.

## Leben

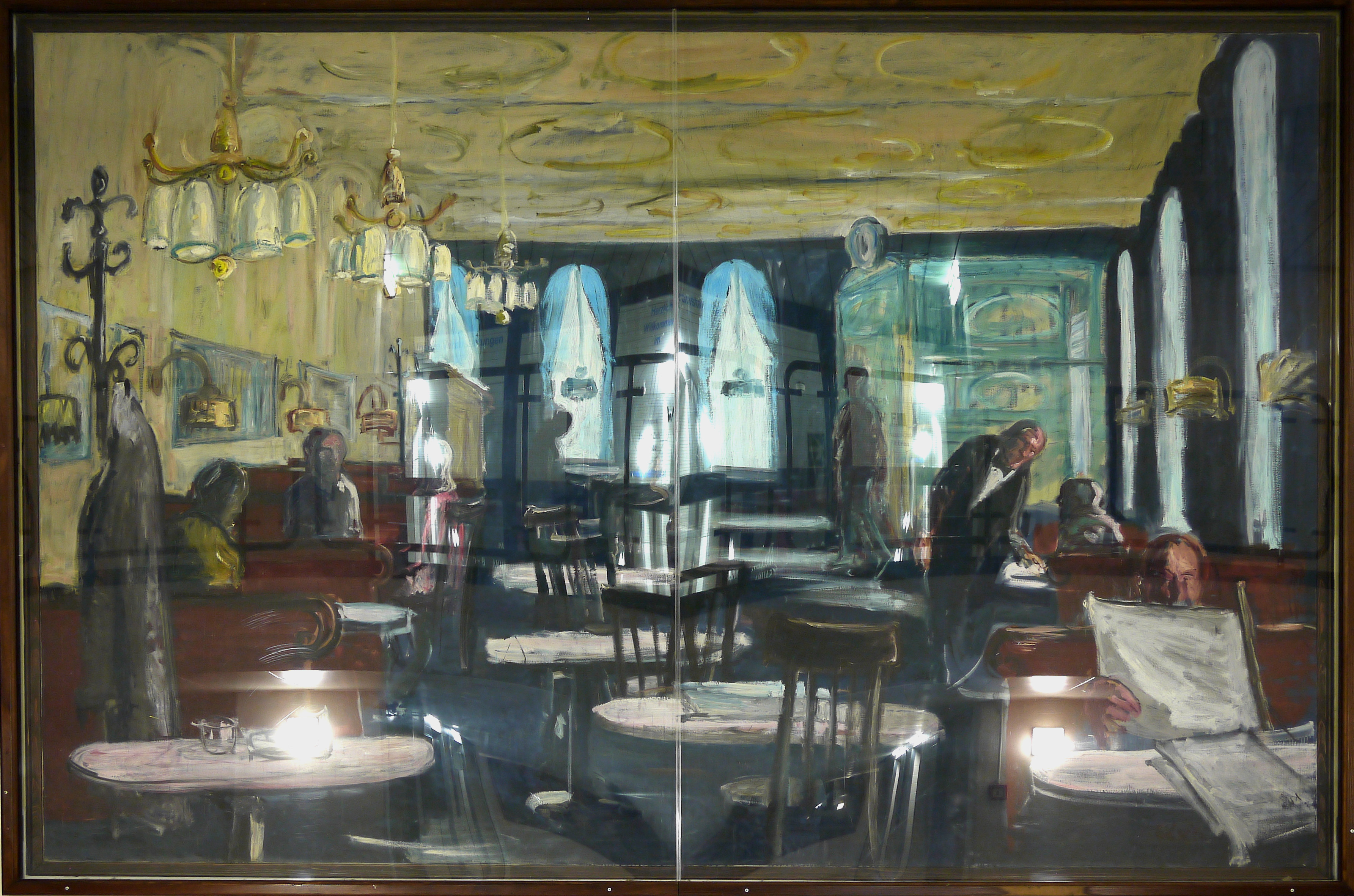
Gemälde Georg Eislers im Wohnpark
Alt−Erlaa, Wien XXIII

Georg Eisler, Sohn des Komponisten Hanns Eisler und der Sängerin Charlotte Eisler, verbrachte die ersten Jahre im Wien der „Zwischenkriegszeit“ bis zur Emigration im Jahre 1936. Er lebte dann mit seiner Mutter zunächst in Moskau und Prag, bevor beide 1939 nach England weiterzogen. Dort studierte er Kunst an der Stockport School of Art und der Manchester Academy. 1944 traf er in London Oskar Kokoschka und wurde von ihm unterrichtet. 1946 kehrte Eisler nach Wien zurück.
1961 entwarf er das Bühnenbild und die Kostüme für Otto Klemperers Inszenierung der Zauberflöte im Royal Opera House Covent Garden, London. 1966 heirateten Georg Eisler und Alice Gerson. Von 1968 bis 1972 war er Präsident der Wiener Secession. 1972 absolvierte Eisler einen mehrmonatiger Studienaufenthalt am österreichischen Kulturinstitut in Rom. 1976 bereiste er erstmals die USA und hielt Vorträge an der University of Southern California und der University of New Mexico. Ab 1981 leitete er Klassen der Sommerakademie Salzburg (Zeichnung und Malerei). In diesem Jahr hielt er auch Vorträge an der Stanford-Universität in Kalifornien. 1987 wurde er Gastprofessor an der Universität der Künste Berlin. Weitere Gastprofessuren folgten 1990 und 1991 an der Hochschule der Künste in Hamburg. 
Im Jahr 1998 starb Georg Eisler in Wien und wurde auf dem Wiener Zentralfriedhof bestattet.

## Werk
Georg Eisler war ein wichtiger Maler des 20. Jahrhunderts, der besonders durch seine Porträts von berühmten Künstlern und Intellektuellen hervorgetreten ist. So zählen zu den von ihm gemalten Personen Erich Fried, Hilde Spiel, Georg Lukács und viele mehr. Seine Bilder hängen in der ganzen Welt in den bedeutendsten Sammlungen wie der Albertina in Wien oder den Uffizien in Florenz sowie der National Portrait Gallery in London und dem British Museum. Außerdem hat er stets mit seinem ganz unverwechselbaren Stil das Alltägliche eingefangen und zahlreiche Bücher illustriert.

## Schriften
- Skizzen. Schriften und Zeichnungen. Compress, Wien 1990, ISBN 3-900607-21-4.

## Zitat
„Er war ein Bildungsbürger und Kommunist. Als Maler kritisch und zugleich sensibel beobachtend, fand Georg Eisler seine Bildmotive im Leben und im Alltag seiner Zeit. Meist stellte er den Menschen und sein Verhältnis zur Umwelt ins Zentrum seines Werks.“

## Auszeichnungen
- 1963: Theodor-Körner-Preis

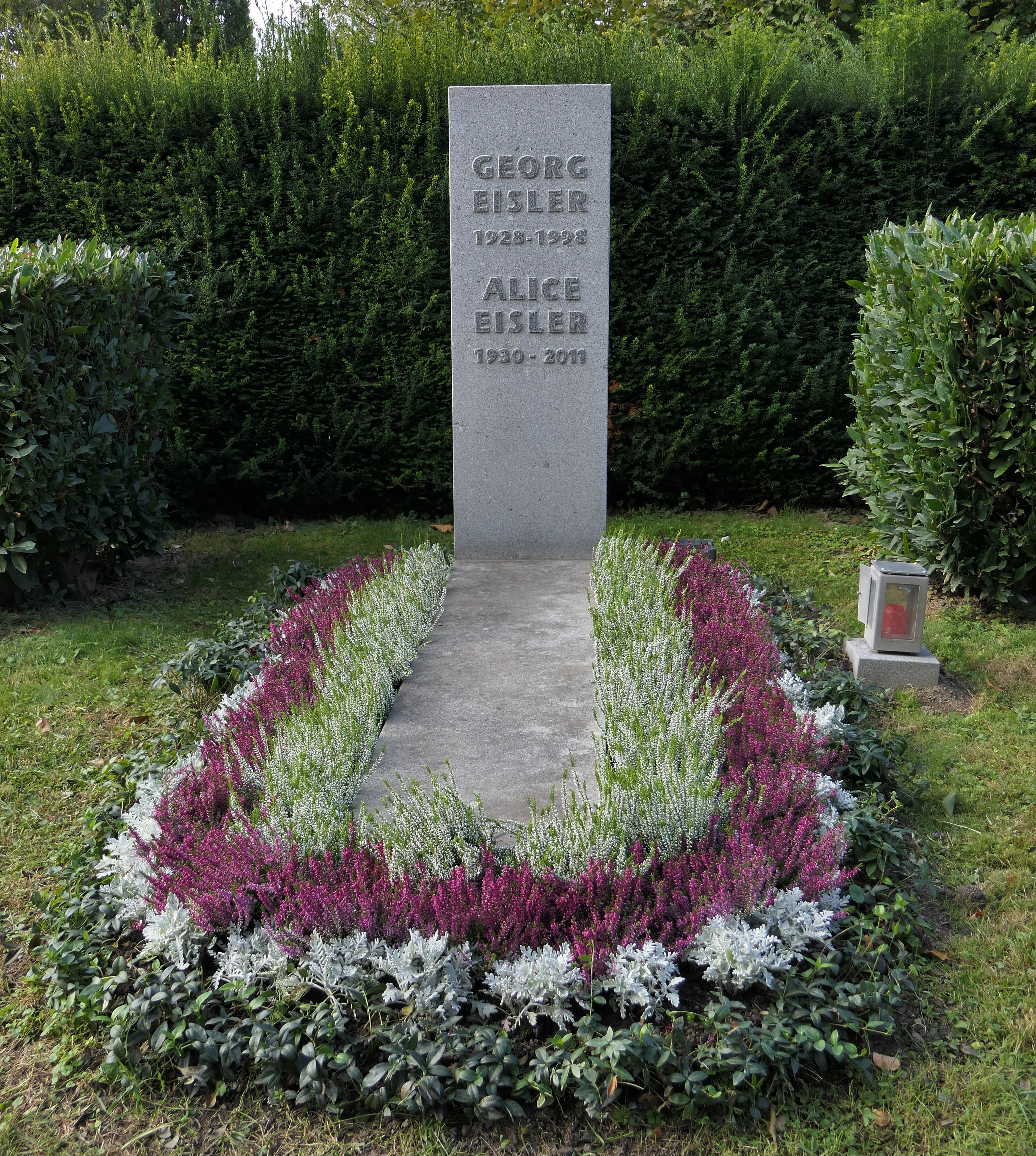
Grab von Georg Eisler

- Österreichischer Staatspreis für Malerei
- Ehrenmedaille der Bundeshauptstadt Wien in Gold
- 1971: Preis der Stadt Wien für Bildende Kunst
- Österreichisches Ehrenkreuz für Wissenschaft und Kunst
- Klimt-Ehrung der Wiener Secession
- 1974: Österreichisches Ehrenkreuz für Wissenschaft und Kunst I. Klasse

## Ausstellungen
- Pastelle – Zeichnungen – Druckgraphik. 1976, Graphische Sammlung Albertina
- Bilder aus Wien und anderen Städten. Georg Eisler. März/April 1979, 59. Sonderausstellung des Historischen Museums der Stadt Wien
- Georg Eisler. Bilder aus den Jahren 1943–1997. 18. April bis 22. Juni 1997, Österreichische Galerie Belvedere und Museum Moderner Kunst – Stiftung Wörlen Passau. Herbst 1997.
- Akt. August 2000. 1Blick. Kunst im Vorhaus. Hallein
- Georg Eisler. Grafische Werke 1946–1997. Jänner bis Februar 2001, Österreichische Nationalbibliothek
- Georg Eisler. Rückschau auf einen Außenseiter. 1. November 2009 bis 10. Januar 2010, Jüdisches Museum Rendsburg
- Georg Eisler. Welt-Anschauung. 18. November 2017 bis 8. April 2018, Museum der Moderne Salzburg[2]